# Ingersheim (Haut-Rhin)
Ingersheim is een gemeente in het Franse departement Haut-Rhin (regio Grand Est). De plaats maakt deel uit van het arrondissement Colmar-Ribeauvillé. Ingersheim telde op 1 januari 2022 4.743 inwoners.

## Geografie
De oppervlakte van Ingersheim bedroeg op 1 januari 2022 7,44 vierkante kilometer; de bevolkingsdichtheid was toen 637,5 inwoners per km².

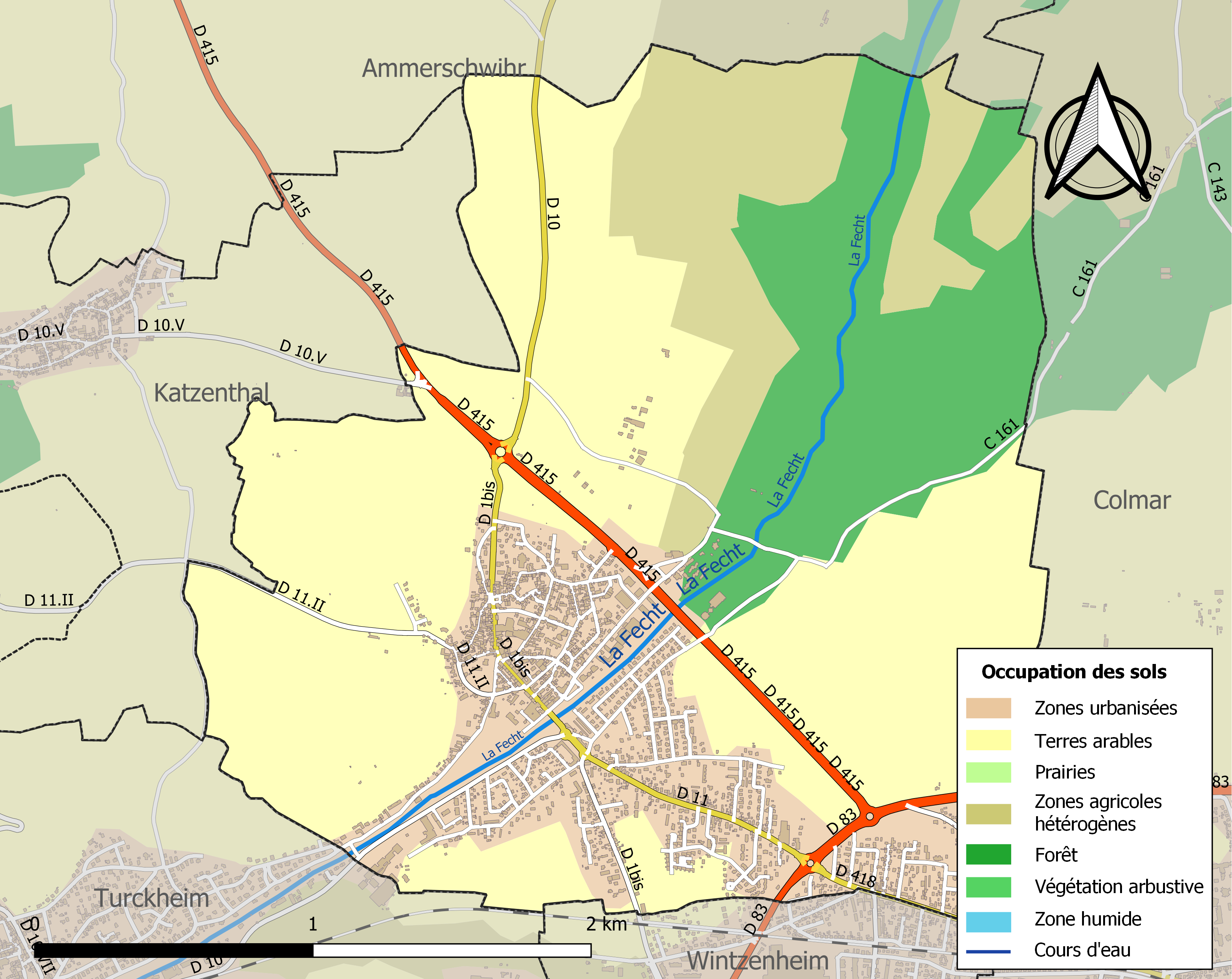
Kaart van de gemeente met de belangrijkste infrastructuur, bodemgebruik en omliggende gemeenten

## Demografie
Onderstaande figuur toont het verloop van het inwonertal (bron: INSEE-tellingen).